# Союз немецкой молодёжи
Союз немецкой молодёжи (нем. Bund Deutscher Jugend) — западногерманская крайне правая антикоммунистическая организация 1950—1953 годов. Проводил антикоммунистическую и антисоветскую агитацию, акции прямого действия, имел подпольное военизированное крыло. Поддерживался и финансировался спецслужбами США на случай военного конфликта с СССР. Запрещён властями ФРГ как антиконституционная организация.

## Идеология антикоммунистического сопротивления
Инициатором создания выступил 29-летний медик и журналист Пауль Лют. Во время Второй мировой войны Лют был военврачом в вермахте. В 1945—1947 состоял в КПГ, по некоторым оценкам, проводил в компартии политическую разведку. К началу 1950-х Пауль Лют открыто занял крайне антикоммунистические и антисоветские позиции. 
23 июня 1950 года он учредил во Франкфурте-на-Майне Союз немецкой молодёжи (BDJ). Задачей Союза было объявлено «сопротивление большевизму», борьба против коммунистического тоталитаризма и советской экспансии.
Программа Союза немецкой молодёжи была изложена в манифесте Пауля Люта Bürger und Partisan. Über den Widerstand gestern, heute und morgen — Гражданин и партизан. О сопротивлении вчера, сегодня и завтра. Положение в мире с 1939 года Лют характеризовал как оборонительную войну свободы против тоталитаризма. Опасность он усматривал не только в прямом нападении Советского Союза, но и в тайных операциях советских спецслужб, в распространении политического влияния коммунистов. Лют подчёркивал необходимость и эффективность сопротивления: «В конечном счёте диктатура всегда терпит поражение».
Идеология BDJ в общем и целом оставалась в рамках традиционного правого мировоззрения. Однако жёсткость антикоммунистической позиции, наличие военизированного крыла, конспиративный характер деятельности, ориентация на прямое действие, обращение к радикальной молодёжи позволяло отнести Союз к ультраправым организациям.

## Организационная структура
В организационной деятельности BDJ активно применялся опыт традиционных немецких молодёжных союзов, особенно Вандерфогель. Организация строилась по «двухэтажному принципу» сочетания легальных и подпольных групп. При этом в легальных структурах состояла преимущественно молодёжь, подпольем руководили люди среднего возраста.
Многим активистам было от 14 до 18 лет. В то же время в руководящий состав привлекались опытные военные и политические организаторы. Предпочтение отдавалось бывшим офицерам вермахта и Ваффен-СС функционерам НСДАП и иногда КПГ — в равной мере имеющим навыки централизованного управления военизированными структурами.
Организационная структура BDJ включала территориальные организации (Бавария, Франкония, Нижняя Саксония, Северный Рейн-Вестфалия, Гамбург, Бремен, Гессен, Шлезвиг-Гольштейн, Рейнланд-Пфальц, Баден-Вюртемберг) и функциональные отделы (политический, социальный, организационный, молодёжный). Численность BDJ к 1951 году превысила 17 тысяч человек.
Особое место занимало силовое подразделение — Technischer Dienst («Техническая служба»). Его организатором стал бывший гауптштурмфюрер СС, впоследствии агент франкфуртской полиции и британской разведки Ганс Отто. Его помощниками являлись Рихард Топп и бывший лейтенант люфтваффе Эрхард Петерс. Видную роль в руководстве играли предприниматели Фридрих Карл Клефф, Рудольф Радермахер, Отто Рейдорф.

## Политическая активность
На «легальном этаже» BDJ вёл активную антикоммунистическую и антисоветскую агитацию, издавал соответствующие материалы. При этом Союз резко критиковал неонацистов, в частности Социалистическую имперскую партию Отто Ремера, за их выступления против США и НАТО. Пауль Лют и его соратники отмечали общие тоталитарные черты нацизма и большевизма, совпадение политических интересов неонацистских организаций и Советского Союза.
В то же время неофашистские взгляды были характерны для многих активистов. В формировании BDJ участвовал Клаус Барбье.
Организация устраивала публичные акции, спортивные соревнования, музыкальные концерты. Часто под предлогом такого рода мероприятий создавались военно-тренировочные лагеря. Активисты интенсивно занимались расклеиванием плакатов, листовок, стикеров. Количество плакатов превышало 200 тысяч, количество листовок достигало почти 2,5 миллионов. В частности, разоблачительные листовки («Я — предатель») наклеивались на коммерческие объекты «буржуазных криптокоммунистов» — предпринимателей, поддерживающих КПГ.
Общенациональный резонанс получили франкфуртские события 31 мая — 2 июня 1952 года. Активисты BDJ вступили в столкновения с полицией. Были арестованы десять человек, в том числе Фридхельм Буссе.
Деятельность BDJ обратила на себя внимание американской администрации в Германии во главе с Джоном Макклоем. Интерес проявили спецслужбы США — ЦРУ и Корпус контрразведки. Организация стала рассматриваться как перспективный элемент европейской антикоммунистической и антисоветской сети, которая впоследствии оформилась в систему Гладио. Особое значение придавалось BDJ в контексте Корейской войны, когда военное столкновение с СССР в Европе считалось реальной перспективой. При таком развитии событий на базе BDJ предполагалось создать антисоветское партизанское движение.

## Расследование и запрет
Федеральная служба защиты конституции Германии с подозрением относилась к деятельности BDJ. Непосредственной опасности не виделось, но в программе и акциях Союза усматривались признаки правого радикализма.
Осенью 1952 спецслужба и полиция начали плотное расследование. Ганс Отто дал под протокол показания о наличии подпольной военизированной структуры. В ходе проведённых обысков в помещениях BDJ было обнаружено оружие, боеприпасы, взрывчатые вещества, крупные денежные суммы и «чёрный список» из примерно 40 политиков, подлежащих ликвидации за «потворство коммунизму» (в этом списке были видные социал-демократы Герберт Венер и Эрих Олленхауэр). Было также установлено, что финансирование поступало по каналам американских спецслужб, от американских фирм (в частности, The Coca-Cola Company) и от находившихся под американским влиянием немецких промышленников.
7 января 1953 BDJ был официально запрещён. Несколько руководящих активистов, в том числе Пауль Лют, подверглись кратковременным арестам. Правительство Конрада Аденауэра продемонстрировало, что не намерено допускать противозаконных действий даже антикоммунистического характера.